# Gymnogobius taranetzi
Gymnogobius taranetzi är en fiskart som först beskrevs av Pinchuk, 1978.  Gymnogobius taranetzi ingår i släktet Gymnogobius och familjen smörbultsfiskar. Inga underarter finns listade i Catalogue of Life.